# Acanthophyllum brevibracteatum
Acanthophyllum brevibracteatum är en nejlikväxtart som beskrevs av Vladimir Ippolitovich Lipsky. Acanthophyllum brevibracteatum ingår i släktet Acanthophyllum och familjen nejlikväxter. Inga underarter finns listade i Catalogue of Life.